# Enneapogon intermedius
Enneapogon intermedius là một loài thực vật có hoa trong họ Hòa thảo. Loài này được N.T.Burb. mô tả khoa học đầu tiên năm 1941.